# Lachnostoma lasiostemma
Lachnostoma lasiostemma är en oleanderväxtart som beskrevs av William Botting Hemsley. Lachnostoma lasiostemma ingår i släktet Lachnostoma och familjen oleanderväxter. Inga underarter finns listade i Catalogue of Life.